# Антисфен
Антисфе́н (др.-греч. Ἀντισθένης; между 455 и 445 годами до н. э., Афины — около 366 года до н. э., там же) — древнегреческий философ; по мнению ряда учёных, родоначальник и главный теоретик кинизма, одной из самых знаменитых сократических школ.
Матерью Антисфена была рабыня, отцом — афинский гражданин. Такое происхождение делало его хоть и свободным, но неполноправным жителем Афин, так как лишало гражданских прав. В молодости учился у знаменитого «отца риторики» софиста Горгия. Впоследствии стал одним из наиболее преданных учеников Сократа. После смерти последнего основал школу на Киносарге. По имени места, где находилась школа, последователи Антисфена стали называть себя киниками. Особенностью их учения стал отказ от общепринятых норм поведения. Антисфен считал, что целью жизни является достижение добродетели и самодостаточности (автаркии). Только благодаря самоограничению и отказу от материальных благ человек становится равным богам в своей независимости.
Учеником Антисфена был Диоген Синопский. По мнению ряда историков, учение Антисфена стало началом не только кинизма, но и повлияло на появление стоицизма.

## Биография
Антисфен родился в период между 455 и 445 годами до н. э. Его отцом был афинянин, а матерью фракийская рабыня. Такое происхождение делало Антисфена хоть и свободным, но незаконнорождённым, лишало гражданских прав. Сам Антисфен, во всяком случае внешне, не сильно переживал по этому поводу. Согласно Диогену Лаэртскому, он подчёркивал, что «Матерь богов — тоже фригиянка», а гордые своим происхождением афиняне «ничуть не родовитее улиток или кузнечиков». Происхождение Антисфена повлияло на его учение. Статус неполноправного жителя облегчил философу отказ от общепринятых в Древних Афинах социальных и религиозных норм.
Согласно античной традиции, Антисфен всю свою жизнь провёл в Афинах. Он покидал город всего лишь несколько раз, один из которых пришёлся на участие в сражении Пелопоннесской войны битве при Танагре 426 года до н. э. В молодости Антисфен учился у знаменитого «отца риторики» и софиста Горгия. В это время он познакомился со знаменитыми софистами Продиком и Гиппием. Софистика оказала существенное влияние на философию раннего Антисфена. Он даже стал достаточно известным ритором. По свидетельству Феопомпа, «сладостью своей речи [Антисфен] мог приворожить кого угодно». Впоследствии он примкнул к Сократу, стал одновременно его другом и учеником. Немецкий философ и историк Т. Гомперц подчёркивал, что «прославившие» Антисфена бедность и аскетизм никак не соответствовали свидетельствам об уроках у самого дорогого учителя Древних Афин Горгия. По всей видимости, некий удар судьбы превратил Антисфена в бедняка. К этому времени и относится начало его ученичества у Сократа. Это гипотетическое событие произошло, когда Антисфен уже находился в зрелом возрасте. Платон едко шутил над Антисфеном, что тот является «запоздалым» учеником Сократа. По преданию Антисфен ежедневно проходил около 8 км из Пирея в Афины, чтобы послушать философа. В «Воспоминаниях о Сократе» Ксенофонта Антисфен и Аполлодор названы учениками, которые никогда не отходят от Сократа. Из учения Сократа Антисфен взял выносливость и бесстрастие, убеждение в том, что единственным благом в жизни является добродетель. Она должна проявляться в делах, но никак не в словах. Согласно Платону, Антисфен присутствовал при последних минутах жизни своего учителя.
Вскоре после казни Сократа настроение афинян переменилось. Граждане полиса раскаялись, что казнили одного из самых знаменитых сограждан: они закрыли палестры и гимнасии, осудили официального обвинителя Мелета на смерть, а организатора судебного процесса Анита — на изгнание. По одной из версий, этому поспособствовал Антисфен. Через несколько дней после смерти учителя он встретил прибывших издалека юношей, которые хотели пообщаться с Сократом. Антисфен не только отвёл их к Аниту, но и с издёвкой заявил, что тот превзошёл Сократа как в уме, так и в добродетели. Этим он добился возмущения присутствующих, которое и привело к осуждению Мелета, Анита и других причастных к осуждению Сократа лиц.
После смерти Сократа Антисфен разорвал отношения со своими наставниками и товарищами. Он начал критиковать Горгия, теорию идей Платона, знаменитого оратора и политика Исократа. Антисфен открыл в Афинах собственную школу в гимнасии при храме Геракла для неполноправных граждан на Киносарге, что в дословном переводе обозначает «Белый или Зоркий пёс». По одной из версий, последователи Антисфена стали именовать себе киниками, так как учились на Киносарге. По другой версии, сам Антисфен называл себя Псом. Внешние атрибуты философа, как то плащ, который он носил на голое тело в любую погоду, посох и котомка, соответствовали этому образу. Учение Антисфена стало привлекать низшие и обездоленные слои общества.
Согласно античной традиции, учеником Антисфена был Диоген. Современные учёные сомневаются в достоверности данного утверждения. Так, Д. Р. Дадли считал, что Диоген переехал из Синопа в Афины в 340-х годах, то есть после смерти Антисфена. По легенде, философ вначале отказался обучать Диогена, однако тот своим упорством добился своего. Когда Антисфен замахнулся на докучливого ученика палкой, Диоген сказал: «Бей, но ты не найдёшь такой крепкой палки, чтобы прогнать меня, пока ты что-нибудь не скажешь». По другой легенде, на вопрос о том, почему у него так мало учеников, Антисфен ответил: «Потому что я гоню их серебряной палкой», то есть требую непомерную плату за обучение, и они уходят сами собой. На встречный вопрос, зачем же он проявляет такую жестокость, философ сравнил себя с врачом, а ученика — с больным: «Врачи тоже суровы с больными». Аристотель упоминает ещё неких «антисфеновцев», однако не называет их по именам. Современным историкам не известны конкретные «антисфеновцы». Возможно, Аристотель использовал этот термин для обозначения людей, которые хоть и принимали те или иные аспекты учения Антисфена, но отказались от пропагандируемого им способа жизни.
Антисфен умер, предположительно, около 366 года до н. э. По свидетельству Диогена Лаэртского, причиной смерти философа стала чахотка. По одной из легенд, когда он незадолго до смерти воскликнул: «Ах, кто избавит меня от страданий?» — Диоген протянул учителю кинжал. На это Антисфен возразил: «от страданий, а не от жизни!»

## Учение
Особенностью учения киников было неприятие норм поведения. Пренебрежение к внешнему виду и мнению толпы стали «визитной карточкой» представителей кинической школы. Для Антисфена и его последователей залогом счастья было следование законам добродетели, что предполагало не только свободу от власти идеалов и моральных ценностей общества, но и свободу от собственных побуждений и страстей. Антисфен не отрицал наслаждения, но видел в стремлении к ним главное препятствие к добродетели. Одновременно философ высмеивал и опровергал основные моральные ценности древних афинян, как то чистоту происхождения, религиозные верования и основы демократии.
В философии Антисфена можно выделить пять составляющих — диалектику и логику, этику, теологию, политику, педагогику, подчинённые принципу радикального аскетизма, основывающиеся на естественных и природных нормах.

### Логика и диалектика
В данном направлении учение Антисфена представляло синтез софистики и сократического принципа самоограничения. Логика софистов была направлена на внешний мир, на убеждение окружающих, в то время как по Антисфену философия должна обучать человека разбираться в собственных чувствах. Логические парадоксы Антисфена связаны не с софистической подменой понятий, а с Логосом. Именно Антисфен дал первое его определение: «логос есть то, что, поясняет, чем нечто бывает или есть». Согласно учению философа, «об одном может быть высказано только одно, а именно единственно лишь его собственное наименование». Полемизируя с Платоном, Антисфен отрицал теорию идей: «Лошадь я вижу, лошадности же не вижу». Таким же образом он ставил под сомнение наличие у человека «человечности». Отрицание содержательности родовых и видовых понятий приводит к невозможности приписать субъекту предикат, определить один субъект через другой без нарушения закона тождества, так как восприятию доступен лишь единичный экземпляр вида, но не самый «вид» или «идея»;
Движенья нет, сказал мудрец брадатый.
Другой смолчал и стал пред ним ходить.
Сильнее бы не мог он возразить;
Хвалили все ответ замысловатый.
Но, господа, забавный случай сей
Другой пример на память мне приводит:
Ведь каждый день пред нами Солнце ходит,
Однако ж прав упрямый Галилей!
Согласно популярному античному анекдоту, в ответ на доводы представителя элейской школы о невозможности движения, Антисфен встал и молча принялся ходить. Этим он продемонстрировал убеждённость в превосходстве чувственных свидетельств перед изощрёнными, основанными на внешне верных логических утверждениях, аргументами.

### Этика и политика
Основы этики Антисфена тождественны с учением Сократа. Антисфен отстаивал необходимость быть самодостаточным, что, в свою очередь, предполагало умение ни в чём не нуждаться. Благодаря самоограничению и отказу от материальных благ человек становится равным богам в своей независимости. Только если боги достигают независимости благодаря переизбытку, то смертные — отсутствию необходимости в тех или иных благах. Такие внешние атрибуты, как слава, престиж и роскошь лишают самодостаточности (автаркии) и добродетели — неотъемлемых предпосылок счастья. Именно в добродетели заключается благородство и богатство, которые в обществе ошибочно приписывают знатному происхождению и количеству денег. На вопрос о чём должен мечтать человек Антисфен ответил: «Блаженнее всего для человека — умереть счастливым». Таким образом для философа предпосылкой бессмертия была благочестивая и праведная жизнь.
...В смешном положении оказался бы тот, кто стал бы пытаться сочинять для них законы: они сказали бы, пожалуй, то, что, по словам Антисфена, львы сказали зайцам, когда те произносили речи в собрании животных и требовали для всех равноправия.
Антисфен считал, что человек должен брать пример у животных. Государственные институты, законы и даже социальные условности, как то равенство людей, противоречат законам природы. Несогласие Антисфена с существующим положением вещей привело к поиску решения проблемы в возврате к первоистокам. Слабости и изнеженности человека культурного Антисфен противопоставил отсутствие чрезмерных потребностей и выносливость животного мира. Несохранившийся трактат «О жизни животных» содержал примеры поведения и организации жизни для человека. Саму идею возврата к естественному подхватили многочисленные почитатели философа. В платоновской философии образование городов с их законами рассматривали как самоорганизацию людей для защиты от дикого мира и несправедливости. Киники утверждали обратное — городская жизнь положила начало несправедливости; именно здесь обман, ложь и злодеяния достигли своего апогея. Чем больше люди находят средств для устранения невзгод, тем сложнее и бесчестнее становится сама жизнь. Человеческий произвол противоречит разуму природы, ибо она есть источник истинного разума. Когда творение пытается улучшить творца, то это приводит к явно противоположному результату.
В своих диалогах Антисфен осуждал самых знаменитых политических деятелей. Все их свершения, включавшие славу, богатство, могущество, в понимании философа были не просто бесполезными, но и вредными. Революционным стало его отношение к греко-персидским войнам. Победа над соперником, представляющим собой гонимые бичом толпы, не заслуживает прославления. Так как во время войны с персами греки, как побеждали, так и проигрывали те или иные сражения, то в целом её можно сравнить с противоборством двух неискусных борцов. Окончательная же победа эллинов стала результатом не морального превосходства, а следствием непредсказуемой удачи.

### Теология
Религиозные взгляды Антисфена отличались сочетанием двух, на первый взгляд противоположных, направлений — пантеизма и монизма. С одной стороны, философ благоговеет перед единым богом, создавшим природу: «согласно мнениям людей, существует множество богов, по природе же — один». С другой, он не только не отрицает олимпийский пантеон, но и приводит множество примеров из «Илиады» и «Одиссеи» Гомера. Таким образом Антисфен вошёл во внутреннее противоречие. Вместо того, чтобы отвергнуть мифы, Антисфен, а за ним и киники, начали их истолковывать, обнаружив в своих трактовках «больше смелости», чем если бы заявили о полной несостоятельности древнегреческой религии.
К примеру, по мнению киников, глубинный смысл мифа о Прометее состоял в том, что Зевс наказал титана не из-за недоброжелательности к людям, а за то, что тот дал им культуру, тем самым заложив основы роскоши и испорченности. Подобным образом Антисфен по-новому описал казнь Паламеда. Этому мифологическому герою древние греки приписывали изобретение трапез, алфавита, арифметики, игры в шашки и др. На основании несправедливого и подложного обвинения со стороны Одиссея Паламеда казнили. Антисфен иронично спрашивает: «Как возможно, чтобы образование и утончённость жизни принесли такие плоды. Как возможно, чтобы оба Атрида, которые в качестве князей и полководцев извлекли наибольшую из этих изобретений, позволили обвинить своего учителя и допустили его умереть позорной смертью?» Событие, в трактовке Антисфена, как и миф о Прометее, доказывало мнимость благ культуры, так как в них нет никакого благородства.

### Педагогика
Основная мысль Антисфена относительно образования состояла в том, что главное в обучении — добродетель. Этому свойству можно обучить, так как добродетель тождественна разуму и является неотъемлемым атрибутом счастья. Утверждение Антисфена «достигший здравомыслия не должен изучать словесность, чтобы не сбиться с пути вслед за другими» имеет две трактовки. Одна предполагает вред грамотности для человека, так как избыточные знания развращают и сбивают с верного пути, другая — отказ от софистики, как изучающую словесность науки. В этом ключе Антисфен критикует наиболее известных политиков и риторов. В качестве примера он приводит сыновей Перикла Парала и Ксантиппа. Они хоть и получили лучшее по античным меркам образование, не стали людьми достойными. Обучение у софистов, по мнению Антисфена, не достигало главной цели образования — сделать человека хорошим гражданином. В молодости Антисфен сам обучался у знаменитого ритора Горгия и был хорошо знаком с критикуемыми образовательными подходами.
Описанию того, как должно быть организовано образование, Антисфен посвятил специальный труд в пяти книгах (Περὶ παιδείας ἢ περὶ ὀνομάτων). В нём философ, по примеру Сократа, советует учиться подлинной добродетели, а не получать много нереализуемых в жизни знаний. В целом, в отличие от других философских школ, позиционирование себя учеником Сократа не предполагало приверженности той или иной теории. Отличительной чертой «сократика» стали сосредоточенность на добродетели и поиск верного жизненного пути. Соответственно главной задачей образования, согласно Антисфену, «научиться различать добро и зло, полезное и вредное, чтобы придерживаться одного и избегать другого». Обучение моральному качеству, которое представляет собой добродетель, возможно, но не привычным образом передачи конкретных знаний, а путём личного усилия. Если речь идёт о самообразовании, необходимости лично прийти к добродетели, то может ли речь идти об образовании как таковом? Философия, по мнению Антисфена, учит «беседовать самому с собой», тому, как увидеть наилучший путь к достижению добродетели.
Отстаиваемая Антисфеном цель образования была альтернативой не только утилитарной пайдейе софистов, но и педагогической стратегии Исократа и Платона. Для первых основным в образовании была его полезность, а именно умение побеждать в споре, убедительно выступать с речами перед Народным собранием и в судах; для вторых — основная задача образования состояла в благе полиса, воспитании гражданина готового пожертвовать собой ради общего блага. Идеалом Антисфена стал самодостаточный добродетельный человек, которого не интересуют проблемы окружающего общества.

## Сочинения
Сочинения Антисфена, которых, согласно Диогену Лаэртскому, было 74, можно условно подразделить на риторические, натурфилософские, логические и экзегетические. В них философ описывал разные стороны своего учения и критиковал оппонентов. В отличие от платоновских диалогов, где действующими лицами были аристократы и философы, в трудах Антисфена на первый план поставлен простой люд — обычные ремесленники, бедняки. Плохую сохранность произведений объясняют особенностями содержания. Уже в древности их уничтожали как подрывающие основы общественных морали и верований.
Диоген Лаэртский приводит названия сочинений Антисфена, сгруппированные в десять томов:
- I том — «О слоге» (или «Об особенностях слова»), «Аянт» (или «Аянтова речь»), «Одиссей» (или «Об Одиссее»), «Апология Ореста» (или «О судебных речетворцах»), «Тождесловие» (или «Лисий и Исократ»), «Возражение на Исократову „Речь без свидетелей“»;
- II том — «О природе животных», «О деторождении» (или «О браке, речь любовная»), «О событиях, речь физиологическая», «О справедливости и мужестве, речь поощрительная» в трех книгах, «О Феогниде» 2 книги;
- III том — «О благе», «О мужестве», «О законе» (или «О государстве»), «О законе» (или «О прекрасном и справедливом»), «О свободе и рабстве», «О вере», «О блюстителе» (или «О повиновении»), «О победе, речь домоводственная»;
- IV том — «Кир», «Геракл больший» (или «О силе»);
- V том — «Кир» (или «О царской власти»), «Аспазия»;
- VI том — «Истина», «О собеседовании, речь возражающая», «Сафон» (или «О противоречии») в трех книгах, «О наречии»;
- VII том — «О воспитании» (или «Имена») — 5 книг, «Об употреблении имён, речь спорящая», «О вопросе и ответе», «О мнении и знании» 4 книги, «О смерти», «О жизни и смерти», «Об Аиде», «О природе» 2 книги, «Вопрошение о природе» 2 книги, «Мнения» (или «Речь спорящая»), «Вопросы о науке»;
- VIII том — «О музыке», «О толковании», «О Гомере», «О несправедливости и нечестии», «О Калханте», «О дозорном», «О наследовании»;
- IX том — «Об Одиссее», «О посохе», «Афина» (или «О Телемахе»), «О Елене и Пенелопе», «О Протее», «Киклоп» (или «Об Одиссее»), «Об употреблении вина» (или «О пьянстве», или «О киклопе»), «О Цирцее», «Об Амфиарае», «Об Одиссее, Пенелопе и псе»;
- X том — «Геракл» (или «Мидас»), «Геракл» (или «О разумении или силе»), «Кир» (или «Возлюбленный»), «Менексен» (или «О власти»), «Алкивиад», «Архелай» (или «О царской власти»).

Тот же источник подчёркивает многочисленность и разноплановость сочинений, а также приводит оценку Антисфена Тимоном: «болтун на все руки».

### «Аякс» и «Одиссей»
«Аякс» и «Одиссей» — единственные сочинения Антисфена, которые полностью дошли до наших дней. Их могут как рассматривать в качестве примера софистической и риторической прозы периода обучения у Горгия, так и относить к последующему «сократическому» этапу жизни Антисфена. На основе мифологического сюжета о ссоре двух героев «Илиады» Гомера автор постарался дать определение и описать природу добродетели (Ἀρετή). В этих сочинениях Антисфен выделил два типа άρετή — героическую воина и политическую жителя полиса.
Речь Аякса неубедительна, что создаёт образ немногословного и косноязычного человека, чьи достоинства доказаны делом на поле брани, а не витиеватыми речами. Превосходство выступления Одиссея не вызывает сомнений. Аякс противопоставляет дело слову и просит судей оценивать его по совершённым подвигам, а не речам. Этим он ставит себя в заведомо проигрышное положение, так как люди, не ведающие сути дела, принимают решение на основе речей. В отличие от Аякса, Одиссей спокоен, уважителен по отношению к судьям. Свою речь он строит на ответах Аяксу. По мнению Одиссея, физическая сила и безрассудство на поле боя присущи диким животным. Разум, который позволяет герою избегать многих опасностей и, что главное, достигать результата — основа добродетели. Безрассудство и неконтролируемая ярость Аякса опасны не только для врагов, но и для самого Аякса. Здесь Антисфен интерпретирует миф о последнем дне жизни Аякса, когда герой в порыве безумия сначала захотел убить своих врагов в стане греков, а затем покончил жизнь самоубийством. Одиссей считает, что «благородный муж не будет страдать ни от самого себя, ни от другого, ни от врагов». Мужество Аякса на поле боя направлено на самоутверждение и личную славу, то есть преследует эгоистические цели. Война же, со слов Одиссея, должна представлять в первую очередь заботу об общем благе. Аякс обвинил своего противника, что тот ничего не делает явно. Все достижения Одиссея связаны с хитростью, ложью и обманом. И разве может лжец обладать подлинной άρετή? Сам Антисфен в данном случае становится на сторону Одиссея. Подлинная ложь — невежество, а способность лгать для общего блага оправдана и является признаком знающего и мудрого человека. «А мудрые люди в то же время и добродетельные».

### Геракл
Антисфен ввёл в философскую мысль киников фигуру Геракла. Образ знаменитого мифологического героя был существенно переосмыслен. Физическую силу Геракла Антисфен трансформировал в силу нравственную и интеллектуальную, самодисциплину и движение к высокой цели. В научной среде идут дискуссии относительно количества и названий антисфеновых трактатов о Геракле. В книге «О жизни, учениях и изречениях знаменитых философов» Диогена Лаэртского при перечислении сочинений Антисфена упомянуты «Геракл Больший, или О силе», «Геракл, или Мидас», «Геракл, или О разумении или силе». Обращает внимание отсутствие в перечне «Геракла Меньшего», о котором тот же Диоген Лаэртский упоминает в главе об Эсхине. Возможно, «Геракл Меньший» — одно из названий трактата «Геракл, или Мидас». Ещё по одной версии, перечисленные три трактата были частями одного сочинения, главным протагонистом которого являлся Геракл.
Благодаря цитатам из нескольких античных источников (Эратосфен, Прокл, Плутарх, Ватиканский гномолог, Фемистий, Диоген Лаэртский) современные историки создали реконструкцию сюжета и проблематики антисфеновского сочинения о Геракле. Необходимо учитывать, что большинство утверждений носят предположительный характер. Действие разворачивается в пещере кентавра Хирона, воспитывающего юношей добродетели. Среди учеников Хирона, кроме Геракла, упомянуты Ахилл и Асклепий. Также одним из действующих лиц трактата является Прометей. Противопоставление Геракла Прометею составляет одну из основных сюжетных линий. Трактат завершается гибелью Хирона, который случайно поранился отравленной ядом Лернейской гидры стрелой из колчана Геракла. По одной из версий, именно антисфеновское сочинение повлияло на появление мифа об обучении Геракла у кентавра Хирона у поздних мифографов.
В самом месте — пещере на горе Пелион — прослеживается полемика с Платоном. Образ пещеры из 7-й книги «Государства» Платона резко контрастирует с антисфеновским. В первом диалоге пещера представляет символ непросвещённости, а истину можно познать лишь поднявшись в гору. У Антисфена пещера и гора располагаются в одном месте, а истина, как внутри, так и снаружи, везде одинакова. В Хироне явственно выведен образ Сократа. Хирон и Сократ умерли от яда. Хирон, который обучил искусству врачевания бога медицины Асклепия, не смог вылечить самого себя. Сократ, известный умением убеждать, не смог защитить себя в суде. В образе Ахилла выведен Алкивиад, Прометея — Платон, а Геракла — сам Антисфен. Платон-Прометей рассуждает об общих понятиях, его мудрость, хоть и несёт «огонь» и «свет», оторвана от действительности. Сам Прометей беззащитен, в то время как практик Геракл не только умеет постоять за себя и защитить других, но и достигает результатов на пути к добродетели.
В «Геракле» Антисфен полемизирует не только с Платоном, но и с Ксенофонтом и Продиком, которым приписывают авторство сюжета «Геракл на распутье». Если в «Воспоминаниях о Сократе» Ксенофонта для достижения блага необходимы усилия, то для Антисфена само усилие является сутью добродетели.

### Протрептик
По современным оценкам, Антисфен является одним из создателей литературного жанра «протрептика» (дословный перевод с древнегреческого — увещевания) — приглашения читателю заняться философией. При этом сведения об антисфеновском «Протрептике» настолько скудны, что воспроизвести его суть не представляется возможным. В списке сочинений философа у Диогена Лаэртского упомянуто «Περι διχαιοσύνης χαι άνδρειας προτρεπτιχός πρώτος, δεύτερος, τρίτος, Περι Φεόγνιδος δ`, ε`» («О справедливости и мужестве, речь поощрительная в трёх книгах, О Феогниде 4-я, 5-я»). Уже само название в научной среде вызывает разночтения. Не до конца понятно, является ли это двумя или одним сочинением из пяти книг, где первые три посвящены справедливости и мужеству, а четвёртая и пятая — Феогниду.
Содержание этого труда Антисфена практически неизвестно. В сочинении Афинея «Пир мудрецов» приведена цитата из «Протрептика» «откармливаться как поросята». Какое отношение откормленные поросята имеют к справедливости и мужеству, остаётся неясным. Также в сочинении упомянута «гудящая чаша», т. н. бомбилий. Здесь возможна параллель с ксенофонтовым «Пиром»: «… если нальём в себя сразу много питья, то скоро у нас и тело и ум откажутся служить; мы не в силах будем и вздохнуть, не то что говорить; а если эти молодцы будут нам почаще нацеживать по каплям маленькими бокальчиками, — скажу и я на манер Горгия, — тогда вино не заставит нас силой быть пьяными, а поможет прийти в более весёлое настроение». К содержимому «Протрептика» антиковеды относят совет «приобрести либо ум, либо верёвку».

## Влияние учения Антисфена на развитие философии

### Античные оценки
По образному выражению Диогена Лаэртского: «По-видимому, именно он [Антисфен] положил начало самым строгим стоическим обычаям… Он был образцом бесстрастия для Диогена, самообладания для Кратета, непоколебимости для Зенона: это он заложил основание для их строений». Античные источники характеризовали Антисфена верным учеником Сократа (Ксенофонт), софистом (Платон), главой киников (Афиней). Аристотель называет его последователей не киниками, а «антисфениками». Созданный Антисфеном образ мудреца перешёл к стоикам, а образ жизни и внешний вид — к киникам. По утверждению Дионисия Галикарнасского, труды Антисфена стали образцом классического аттического стиля, наравне с Лисием и Ксенофонтом.
По мнению П. Хартлиха, Антисфен стал прообразом Евтидема и Дионисодора в диалоге Платона «Евтидем». В своих сочинениях Платон, хоть и полемизирует с Антисфеном, нигде, за исключением диалога «Федон», не упоминает его по имени. Отношения между философами нельзя назвать дружескими. В сочинении «Сафон» (Σάθον) Антисфен выступил с критикой платоновских идей. Само название «Сафон», созвучное с «Платон», обозначало мужской половой орган. По всей видимости, реакция Платона состояла в игнорировании коллеги и ученика Сократа. Одновременно он не мог оставить без внимания высказываемые Антисфеном идеи. Их критика содержится в «Государстве», диалогах «Теэтет», «Протагор» и др. Так, к примеру, в «Государстве» Платон объясняет почему, созданное из живущих по примеру животных людей, не сможет существовать. В «Софисте» Платон называет Антисфена «недоучившимся стариком», которому «доставляет удовольствие не допускать, чтобы человек назывался добрым, но говорить, что добро — добро, а человек — лишь человек». Критика номинализма Антисфена присутствует в «Метафизике» Аристотеля.
Из современников в положительном ключе Антисфена описывает Ксенофонт. По мнению учёных, антисфеновы трактовки учения Сократа оказали большое влияние на взгляды самого Ксенофонта.
В 13-м киническом послании — произведении периода Римской империи, вымышленном письме Аристиппа Симону-кожевнику — содержится утверждение, что жизненный путь Антисфена, который ходит босой и немытый, «с гнидами под длинными ногтями», превращает человека в животное.

### Современные оценки
В научной среде существует несколько отличных друг от друга мнений относительно роли Антисфена в истории философии. Долгое время к Антисфену относились как к второразрядному философу, находящемуся «в тени» Сократа и Платона. Впервые его учение стало предметом исследований со стороны учёных лишь в середине XIX века. В 1842 году Август Винкельман опубликовал монографию, в которой собрал все античные свидетельства о жизни и учении Антисфена (Antisthenis fragmenta, Turici, 1842). Гегель описал развитие философии как диалектический процесс, когда изначальное утверждение (I) сменяется его отрицанием (II), а впоследствии синтезом (III) первых двух ступеней. В этом контексте он выводил преемственную линию «I. софисты → II. сократики → III. Платон и Аристотель». Согласно Гегелю, учение сократиков стало важным этапом развития древнегреческой философии. Среди этой группы он выделил три школы: мегарскую, киренскую и киническую, основателем которой был Антисфен. Впоследствии положения Гегеля подвергли критике. К примеру, немецкий философ Эдуард Целлер выделил софистов в «досократовский период», за которыми пришла классическая греческая философия, основанная на трёх фигурах — Сократе, Платоне и Аристотеле. Роль сократиков в этой системе была минимизирована, потеряла самостоятельное значение. Сам Э. Целлер определил её в названии параграфа монографии «Очерк истории греческой философии» — «Менее значительные сократические школы». Такое отношение к сократикам, среди которых был и Антисфен, превалировало в литературе целое столетие. Так, к примеру, профессор В. Ф. Асмус в «Античной философии» посвятил сократикам всего несколько страниц, так как не видел в их учении какого-либо существенного вклада в развитие философии. Джованни Реале и Дарио Антисери в первом томе истории западной философии 1983 года определили их «малыми» или «младшими» сократиками, подчёркивая незначительную роль в линии преемственности «софисты → Сократ → Платон».
Соответствующие оценки стали пересматривать со второй половины XX века, так как под сомнение была поставлена правомочность терминов «сократики» и «сократические школы», что закономерно привело к переосмыслению роли каждого конкретного философа. Антисфеново учение воспринимают таковым, которое предвосхитило появление нескольких философских систем. В среде учёных существуют разночтения относительно того, кого из философов Древней Эллады считать основателем кинической школы. Согласно различным источникам, Антисфен учился у Сократа и был учителем Диогена. Учеником последнего был Кратет, у которого в обучении находился Зенон — основоположник стоицизма. Таким образом вырисовывается философская школа с линией преемственности Сократ — киники — стоики. Антисфен считается родоначальником философской школы кинизма. Такой подход отстаивали Гегель, Э. Целлер, В. Виндельбанд, Т. Гомперц и др. Существует и противоположное мнение, согласно которому первым киником был Диоген (Д. Дадли, Sayre, Г. Джианнантони), либо Кратет (Sayre). Сам факт исторической встречи Антисфена и Диогена подвергают сомнению. Переоценке роли Антисфена в качестве «основателя кинической школы» способствовали четырёхтомное издание «Socratis et Socraticorum reliquiae» Г. Джианнантони, опубликованное в 1983 году, а затем переизданное в 1990 году, и собрание свидетельств и фрагментов Антисфена «Antisthenes of Athens: Texts, Translations, and Commentary», подготовленное в 2015 году S. Prince. Луис Навия высказал предположение, что кинизм никогда не был «философской школой» в современном смысле этого слова. Более точное определение для кинизма будет «движение» с определёнными идеями и убеждениями. Искать в таких условиях «первого» — неблагодарная задача, так как корни кинических идей можно выделить даже у Гераклита и Демокрита.

### Публикации фрагментов
- Антология кинизма. Антисфен, Диоген, Кратет, Керкид, Дион. Фрагменты сочинений кинических мыслителей / издание подготовил И. М. Нахов. Ответственный редактор А. А. Тахо-Годи. — М.: Наука, 1984. — С. 97—133. — (Памятники философской мысли).
- Antisthenis fragmenta / collegit et edidit August Guilielmus Winckelmann. — Turici: Impensis Meyeri et Zelleri, 1842.
- Antisthene / Chappuis Charles. — Paris: Auguste Picard, 1854.
- Karl Müller[нем.] (Hrsg.): Fragmenta historicorum Graecorum. Victor Langlois, Paris 1841—1870, 5 Bände (Scriptorum graecorum bibliotheca, Bände 34, 37, 40 und 59)
- Duemmier F. Antisthenica. — Halis, 1882.
- Antisthenis: Fragmenta / Fernanda Decleva Caizzi (Editor). — Milano: Istituto Editoriale Cisalpino, 1966. — 146 p.
- Gabriele Giannantoni[нем.]. ANTISTHENES ATHENIENSIS // Socratis et Socraticorum Reliquiae. — Napoli: Bibliopolis, 1990. — Vol. 2. — P. 137—225. — ISBN 88-7088-215-2.
- Die Weisheit der Hunde. Texte der antiken Kyniker in deutscher Übersetzung mit Erläuterungen (нем.) / Georg Luck. — Stuttgart: Kröner, 1997. — S. 35—75. — ISBN 3-520-48401-3.
- Prince Susan H. Antisthenes of Athens: Texts, Translations, and Commentary (англ.). — Ann Arbor: University of Michigan Press, 2015. — ISBN 978-0-472-11934-9.